# 王爵
王爵是君主制下的一种爵位，一般地位僅次於整个天下的君主（皇帝），高於公爵。中国古代最高等级的王爵称为亲王，因此“亲王”也用来翻译西方君主制国家相应的爵位。王在中文中是一国君主的意思，皇帝则是天下共主。

## 東亞

### 中國
先秦時代中國的“王”是天子（即全國君主）的稱號，因此沒有王爵。周朝各諸侯國中最早稱王的是楚武王（前740年－前690年在位），起因是楚國的國力強却不得進爵（楚國君主受封的是子爵），但是楚國自稱的王號不是受封的王爵，而一般被視爲形同從周朝獨立的舉動。到了東周戰國時期，隨著天子政治權利的消失，強大的諸侯紛紛自稱、互稱爲王，其中称王最早的是前344年的魏文惠王，秦惠文王于前324年称王。但是這些諸侯王也都是自封，而不是周天子所封，因此也不是嚴格意義上的王爵。
秦、漢的君主稱皇帝，其所用的二十等爵制度裏沒有王爵，但是漢朝開始在二十等爵以外，恢復了封国制，同时规定不是皇室成员不能封王。魏、晉開始出現兩級王爵：較高的、一般封予宗室的親王（或國王，即“一字王”，一般以歷史上的國名為號），和較低的郡王（即“二字王”，一般以兩字郡縣名為號，亦有为一字的特例）。郡王有的是親王子孫世襲而來，有的可封給異姓功臣。東漢以後受封王爵的一般統稱為藩王，實際稱號有王、國王、郡王、親王等。其中“親王”作爲實際稱號只有清朝使用。
漢朝及以後的王爵名義上都是皇帝以下的最高爵位，被尊称为“殿下”，但是實際地位時有波動。在一定時期，藩王可以管理封地政事或者軍事，也有的藩王为了夺取政权而起兵叛乱，例如七国之乱、八王之乱与靖难之役。在一些特殊情況下，藩王甚至演變成過類似戰國時代的自治或獨立王國，例如五代十國時代的錢吳、杨吴、閩國。而其他時期的藩王則僅是榮譽，沒有實權，可能会有帶有經濟關係的食邑。此外，從漢朝推行推恩令后，一般藩王爵位或封地都會由各子嗣分封繼承或由其他步驟逐代遞減。一般認爲，漢以後傳統的封建制度就已经消失。
1662年，鄭氏王族在南台灣建立了統治，共歷三代君主，實質統治南台灣，史稱明鄭時期或鄭氏王朝。
鄭氏王族是中國南明時期由明昭宗所敕封的王爵家族，封號「延平王」，屬於郡王等級。
王位傳至第三代時，由於祖父鄭成功曾经受封藩王等級的「潮王」，鄭克塽遂以潮王自居，並追諡祖王鄭森為潮武王、父王鄭經為潮文王，1683年投降清朝。
清兵入关前，清朝政府即建立起自己的册封体系。终清一代，边疆之地的外藩蒙古、回部王公是实权王爵。而居于帝都北京的宗室受封王爵成為榮譽，沒有封地、食邑，也沒有地方軍政權力，但是可以一定程度上參加中央決策，例如恭亲王奕訢曾经长期担任领班军机大臣。清朝王爵分為兩等：和硕亲王（簡稱親王）和多罗郡王（簡稱郡王）。其中又有少部分王爵不受一般封爵的“降等承袭”規則限制（即每代繼承時爵位遞降一等），這些王爵繼承時保持原爵位（原等承袭），或稱“世袭罔替”，俗稱為铁帽子王。還出現了皇父“攝政王”多尔衮与载沣，名義上在皇帝年幼時行使其權力。

#### 名号
隋朝至明朝的國王（親王）爵的名號一般来源于春秋时期的国名，傳統上以“秦、晋、齐、楚”四个封号最为尊贵，因为这四个封号代表的国家是春秋战国时期最强大的，接下来是“魯、赵、魏、梁、郑、燕、代、陳、韩、宋、吴、越、蜀”等一档次。朱元璋稱帝前曾自立為「吳王」，為避諱明朝終世不封吳王。此外後來設立的郡、州名也有用來作爲國王、親王封號的，例如肅王得名于肃州，相王得名於相州。此外也有把兩個國名合二爲一的二字國王，例如“吳越國王”，此屬特例。
隋朝至明朝较低的郡王爵封號一般為兩字，如“常山王”、“长沙王”、“中山王”、“渤海王”、“成都王”、“广陵王”等，常山、长沙、中山、渤海、成都、广陵这些都是郡的名称。此外，在唐、元、明等朝都有用非地名作爲王爵封号的特例，例如“恩王”、“义王”等。
宋景佑三年正月，翰林學士承旨章得象等評定三等國名。歷經兩宋，但凡國王即位為帝之后，該封國不予繼封，大國：趙、晉（太宗）、韓（真宗、欽宗）、梁、宋、昇（仁宗）、益、蜀（高宗）；次國：曹、慶（仁宗）、壽（真宗）、潞、定（欽宗）、延；小國：舒、英（寧宗）、觀、滑、康（高宗）、潁（神宗）、光（神宗）、寧、襄（真宗）、均（哲宗）、嘉（寧宗）、端（徽宗）、恭（光宗）、建（孝宗）；以上不封。。
清朝王爵封號不用地名而用一些美好的形容词（“美號”），加在“和硕亲王”或“多罗郡王”稱號中間，例如“和硕礼亲王”、“和硕睿亲王”、“和硕庄亲王”、“和硕宝亲王”、“多罗克勤郡王”等。一般親王用一字，郡王用二字。明清時王爵常尊稱為王爺、千歲。

#### 配偶、女性亲属
藩王之正配不稱為「后」，因為「后」與「王」通，有君王之意。藩王並非君王，因此正配不能稱「后」。自汉代起，藩王之妻稱為「妃」，细分为亲王妃和郡王妃。藩王生母称王太妃、王国太妃。

### 朝鮮
新羅、王氏高麗、朝鮮王朝國王由中國皇帝冊封，為郡王等級。王氏高麗前期君主曾用皇帝制度，故亦有王爵（如乐浪王金傅、文元大王王貞）；朝鮮高宗稱帝，改國號為大韓帝國後，再次設立王爵。

### 日本
在日本，通常只有皇族才可封為“王”。
奈良時代，高句麗王族玄武若光曾獲賜姓為“高麗王”，此“王”是在當時的八色姓制度下特地創制的一種身份等級，類似於其他東亞國家的王爵；明治時代日本吞併朝鮮半島後，原大韓帝國皇室被封為“李王家”。
現代日本皇室的“王”分為親王（男性）和內親王（女性）、王（男性）和女王（女性）兩等級。

### 越南
古代越南對外受中國冊封，其君主在對中國的國書和外交辭令上稱“王”（安南郡王、安南國王、越南國王等）；但對內稱帝，故國內也有王爵。
後黎朝大臣武公悳曾私僭王爵；阮主、鄭主都曾有统治者獲封為王爵。所有阮主、鄭主統治者後來都被追封為王或皇帝；阮主統一安南，建立阮朝後，規定王爵只封給皇族。

## 欧洲的王爵
歐洲由於歷史上大多時間處於分裂狀態，各個君主制國家林立，即便偶爾出現的幾個較為強大的帝國，也沒有能將歐洲統一在一個政權之下，因此歐洲各國的爵位制度紛繁複雜，往往受到神聖羅馬帝國、法蘭西王國、大英帝國等幾大不同時期強國的影響，卻並沒有統一的標準。在帝國之下，王國廣泛存在，這些王國或是獨立的，或是帝國的附庸，其君主在英文中寫作King或Queen，現代中文一般譯作國王或女王。當某一王國作為帝國的附庸時，可以認為其國王或女王是該帝國封爵系統中的“王爵”；而當某一王國是獨立王國，並且該王國法理上不從屬於任何帝國時，則不認為其國王或女王是一種爵位，而認為該“王”為一國君主的稱號。獨立的王國之下往往不再設親王爵位；而現有的一些關於親王的翻譯，則往往是出於對英文多義詞彙prince的誤讀。

### 關於英文詞彙prince的中文翻譯而帶來的混淆
英文的prince借用自法文，沿用了拉丁文的princeps，是primus（第一）和capio（統治）的結合，意為元首或第一公民。此稱謂最早出現於古代羅馬共和國，羅馬元老院的領導人稱為首席元老（princeps senatus）。屋大維（凱撒·奧古斯都）成為首席元老之後，將任期變成終身，稱為元首制，實質上成為第一任羅馬皇帝，其孫兒們被派往各地、在總督暑休或參與祭祀慶典時暫代總督職位，亦被稱為眾元首（princeps）。羅馬帝國滅亡後，中世紀歐洲各國國王開始冊封自己的親屬，稱作親王（prince）。而英國引入prince一詞時，也用與指代國王以下、伯爵以上的眾諸侯、貴族領地君長們，由此便產生了“親王”還是“公爵”（抑或“侯爵”、“伯爵”）的混淆。
由於近代中文大量翻譯英文來源的資料，所以中文對於歐洲的認識大多是基於英文的。英文的prince根據其多重意思，作為宗室稱號時，當譯作王子，它的阴性化名词princess通常翻译为公主或王妃。當其作為宗室成員特有的榮譽稱號時（例如封給君主父母家族成員或其他宗室成員），通常翻譯為親王、王妃；王夫（女王的丈夫）作為宗室姻親，也被稱為“親王”。然而在歐洲大陸上，尤其是法蘭西王國及其周邊地區，在王國和帝國之下存在一些獨立領地或封邑，其君主在英語中也被稱為prince或princess，作為該類型封邑君主的爵位稱號時，prince受英文翻譯的習慣性影響往往被譯作親王；而該類型的領地，根據其規模和對應德文地區的傳統則往往被譯為大公國、公國等。這就造成了一定程度上的混淆，產生了例如“摩納哥公國元首阿爾貝二世親王”這樣混合的表述。
對於英文prince在不同情況下的具體含義，可以參照以下詳細說明：

#### 宗室成員的稱號
Prince第一種意思是指皇帝或國王的直系血親家庭成員，此時譯作王子或公主；作為儲君的crown prince通常是皇帝/女皇或國王/女王的長子，可以直接譯作儲君或太子。英國的儲君傳統上會被授以Prince of Wales的頭銜，此時則被翻譯為“威爾士親王”。英國女王的丈夫被稱為prince consort（王夫），通常也翻譯為“親王”，如菲利普親王。諸如此類的英國親王頭銜僅僅是一種貴族稱號，本身並不伴隨有領地，但部份親王頭銜與特定的公爵（duke）頭銜綁定，因而該親王頭銜的擁有者同時在名義上統治該公國（duchy）的領土；例如英國儲君威爾士親王同時是康沃爾公爵，而英國國王的次子傳統上會獲封約克公爵頭銜，卻沒有親王頭銜。

#### 貴族領土君長的統稱
Prince在歐洲大陸更為普遍的意思則是某個君主國或領地的君主，其等級或權責要低於皇帝或國王，而高于子爵。在13世紀以前的歐洲，伯爵、侯爵、公爵均可以自稱或被稱為prince，故而此時的prince可籠統翻譯為諸侯、君長（層級低於君王）、邦伯長、大公等等，具體翻譯完全視乎與該領地的實際層級而定。即便在英國的一些皇室禮儀性場合中，眾伯爵、侯爵、公爵也常常被統稱為 high and noble princes。

#### 等級最低的君主國的君長稱號
Prince另一種意思是特指最低等級的君主國的君主，盛行于後拿破崙時代的歐洲，這些君主的領地英文作Principality、法文作Principauté。各個華語區現今將此種頭銜分別譯作大公和親王不等。例如摩納哥公國（Principauté de Monaco）的君主就分別被譯作“摩納哥親王”或“摩納哥大公”；又如安道爾公國（Principat d'Andorra ）的君主，則是由法國皇帝（或後來的法國總統）以及加泰羅尼亞烏赫爾教區主教共同組成的共治雙親王（co-princes）。至於具體翻譯作“大公”還是“親王”，有時完全是根據習慣而定，并沒有一個統一或官方的解決方案。

### 德文影響下的羅馬帝國區域
在德語地區，Fürst和Prinz是嚴格分開的，Prinz特定為宗室成員及其世襲後代的稱號，並非封爵；而親王（Fürst）是統治一塊領土的君長封爵，因為英语prince對二者的混淆，這兩個德文概念有時被統一譯作了親王。德意志貴族以封地或家族起源地的地名為姓，在地名之前冠以「馮」（von）字，直譯為「來自」，代表貴族血統。如著名的鐵血首相奥托·冯·俾斯麦 ，其姓氏冯·俾斯麦（von Bismarck）即是其家族世襲的親王封號。fürst作為一般稱號亦可以指在國王之下，擁有領地的領主，最高的爵位稱為大公（德語：Großherzog；英語：grand duke），其領地稱為大公國（德语：Großherzogtum；英語：grand duchy），其次為公爵及公爵的領地公國；北歐、中歐及東歐地區均沿用類似的分類，如盧森堡大公國、立陶宛大公國。然而這些都不屬於王爵，而是屬於王爵以下的貴族封爵。各地的親王常常由皇帝、國王或羅馬天主教會的教宗冊封。這種制度源自中世紀的封建制度，如神聖羅馬帝國的皇帝由教宗冊封，皇帝可以冊封領土下的國王（king）和親王（prince）。後來教廷勢力衰退，各國及親王國基本上是世襲，而羅馬之王(中世紀)（Rex Romanorum）實際上由眾德意志國王及親王推舉，再由教宗加冕成為神聖羅馬皇帝。

### 法国
- 本尼凡托亲王
- 纳夏泰尔亲王，瓦格拉姆亲王
- 艾克缪尔亲王
- 莫斯科亲王
- 孔代亲王

### 斯拉夫
在斯拉夫地區，相當於親王的爵位是Князь。